# Centro de Expresiones Contemporáneas
El Centro de Expresiones Contemporáneas (CEC) centro cultural de la ciudad de Rosario, provincia de Santa Fe, Argentina. Pertenece a la Municipalidad de Rosario y está emplazado en uno de los antiguos galpones portuarios de granos, sobre la ribera del río Paraná, en la intersección de este con la Bajada Sargento Cabral.

## Historia
En el lugar preciso donde se situaba el centro del puerto de la ciudad, en 1992, cuando los antiguos galpones portuarios pasaron del Estado Nacional a la Municipalidad, el CEC comenzó a gestarse.
Con estos nuevos edificios en manos del gobierno municipal, la Secretaría de Cultura decidió destinar el antiguo galpón 9 para crear un centro cultural.
Con esta intención se convocó a un grupo de artistas de diferentes disciplinas para que delinearan el proyecto que daría la forma definitiva al Centro de Expresiones Contemporáneas.
Su inauguración fue el 7 de diciembre de 1995, y desde entonces se ha convertido en centro fundamental de las expresiones culturales de la ciudad, y referente de la escena no convencional.

## Espacio

### El galpón
Todo el galpón permanece sin divisiones y con instalaciones móviles para convertir el espacio en una propuesta diferente en cada caso. Las dimensiones del lugar permiten el cruce de diferentes disciplinas y públicos.

### El SUM
El salón de usos múltiples, de 7 x 14 m, es un espacio diseñado para realizar diversas actividades como pueden ser: charlas, conferencias, cursos, seminarios, recitales acústicos, proyecciones, obras de teatro, y con la posibilidad de convertirse en aula digital.
Cuenta con calefacción y capacidad para 80 personas sentadas.